# 세르지 로베르토
세르지 로베르토 카르니세르(카탈루냐어: Sergi Roberto Carnicer, 1992년 2월 7일 ~ )는 스페인 출신의 축구 선수이며, 현재 이탈리아 세리에 A의 코모에서 뛰고 있다. 포지션은 중앙 미드필더와 풀백으로, 윙어와 수비형 미드필더로도 뛸 수 있다.

## 수상

### 클럽
바르셀로나
- 라 리가 :2014-2015, 2015-2016, 2017-2018
- 코파 델 레이 : 2014-2015, 2015-2016, 2016-2017, 2017-2018
- 수페르코파 데 에스파냐 : 2013, 2016, 2018
- UEFA 챔피언스리그 : 2014-15
- UEFA 슈퍼컵 : 2015
- FIFA 클럽 월드컵 : 2015